# Gerhard Krahmer
Gerhard Krahmer (Alemania, 4 de diciembre de 1890-Berlín, 19 de diciembre de 1931) fue un historiador de arte alemán.
Su especialidad era el arte de la Antigua Grecia, en especial la escultura. Fue el primero en documentar las diferencias entre los períodos arcaico y clásico, utilizando una metodología que tenía por objeto sustituir la noción de estilo por un análisis estructural espacial, con sus implicaciones para la identidad de la cultura. También produjo el primer estudio sistemático importante de la escultura helenística.
Después de su habilitación como docente de Gotinga como Privatdozent de conferencias arqueológicas, una grave enfermedad pulmonar lo obligó a tomar una cura en el verano de 1927 en Egipto. En mayo de 1929 fue de nuevo a curarse, esta vez a Grecia, donde se dedicó dos años a investigaciones. El 19 de diciembre de 1931, falleció en Berlín como resultado de una operación de riñón.

## Obra
- Stilphasen der hellenistischen Plastik, 1923/24
- Die Artemis vom Lateran und Verwandtes, 1930
- Figur und Raum in der ägyptischen und griechisch-archaischen Kunst, 1931
- Eine Jünglingsfigur mittelhellenistischer Zeit, 1931